# Munjua paralutea
Munjua paralutea är en tvåvingeart som beskrevs av Christine Lynette Lambkin och Yeates 2003. Munjua paralutea ingår i släktet Munjua och familjen svävflugor. Inga underarter finns listade i Catalogue of Life.